# Texas Instruments TMS1000

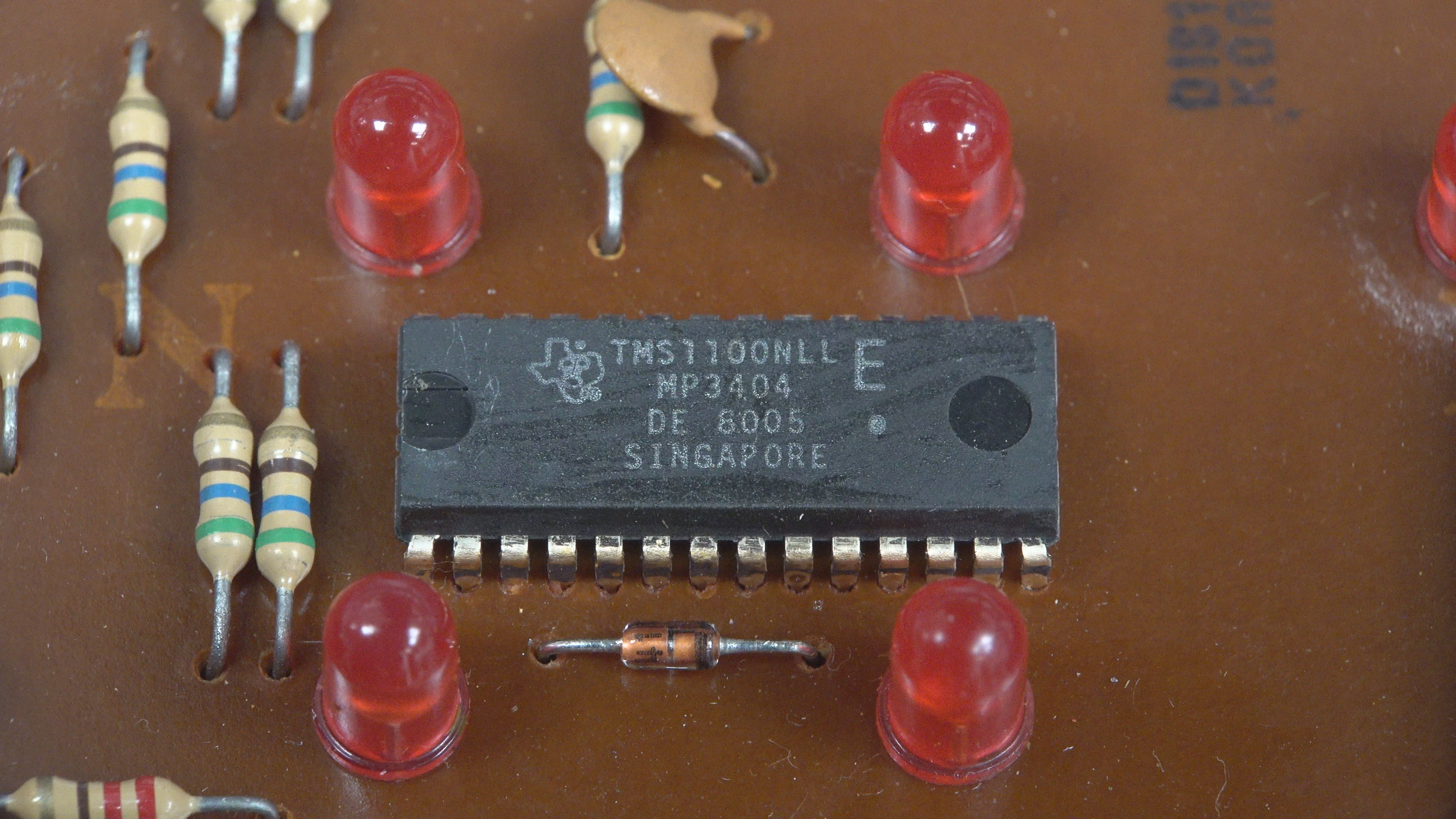
Wersja TMS1100 w przenośnej konsoli do gier Microvision

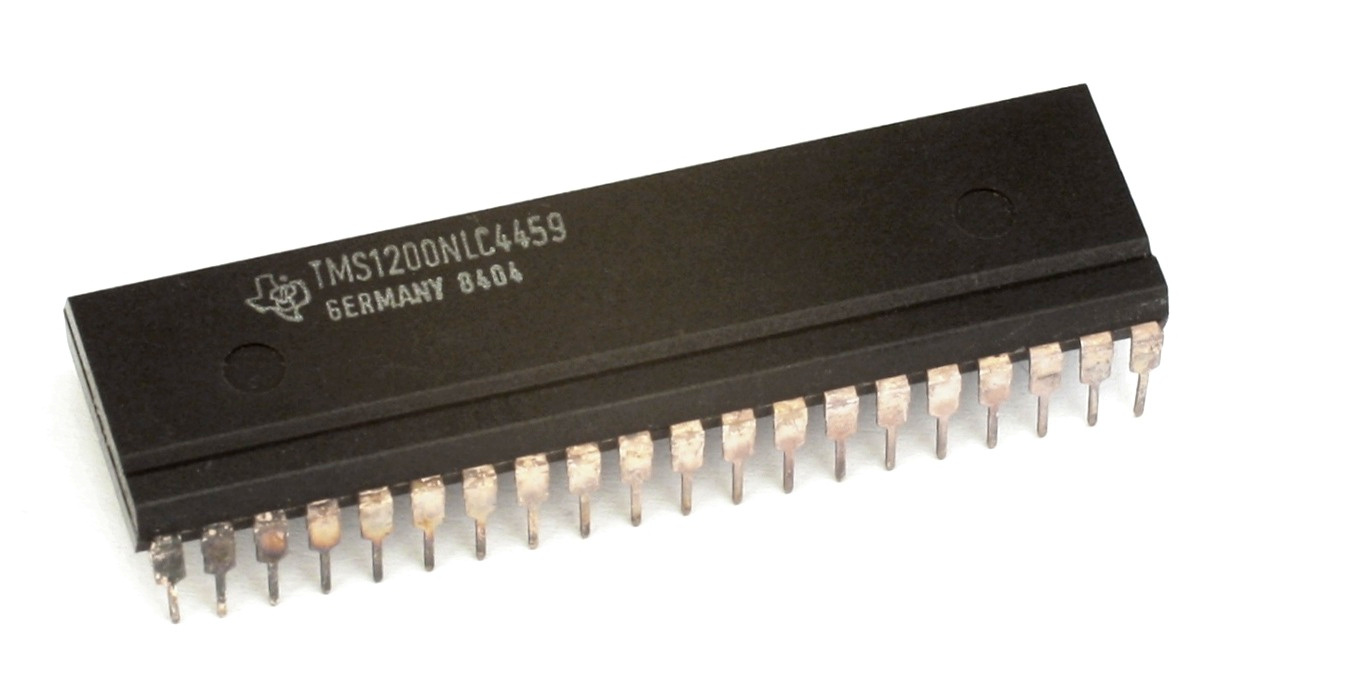
Wersja TMS1200

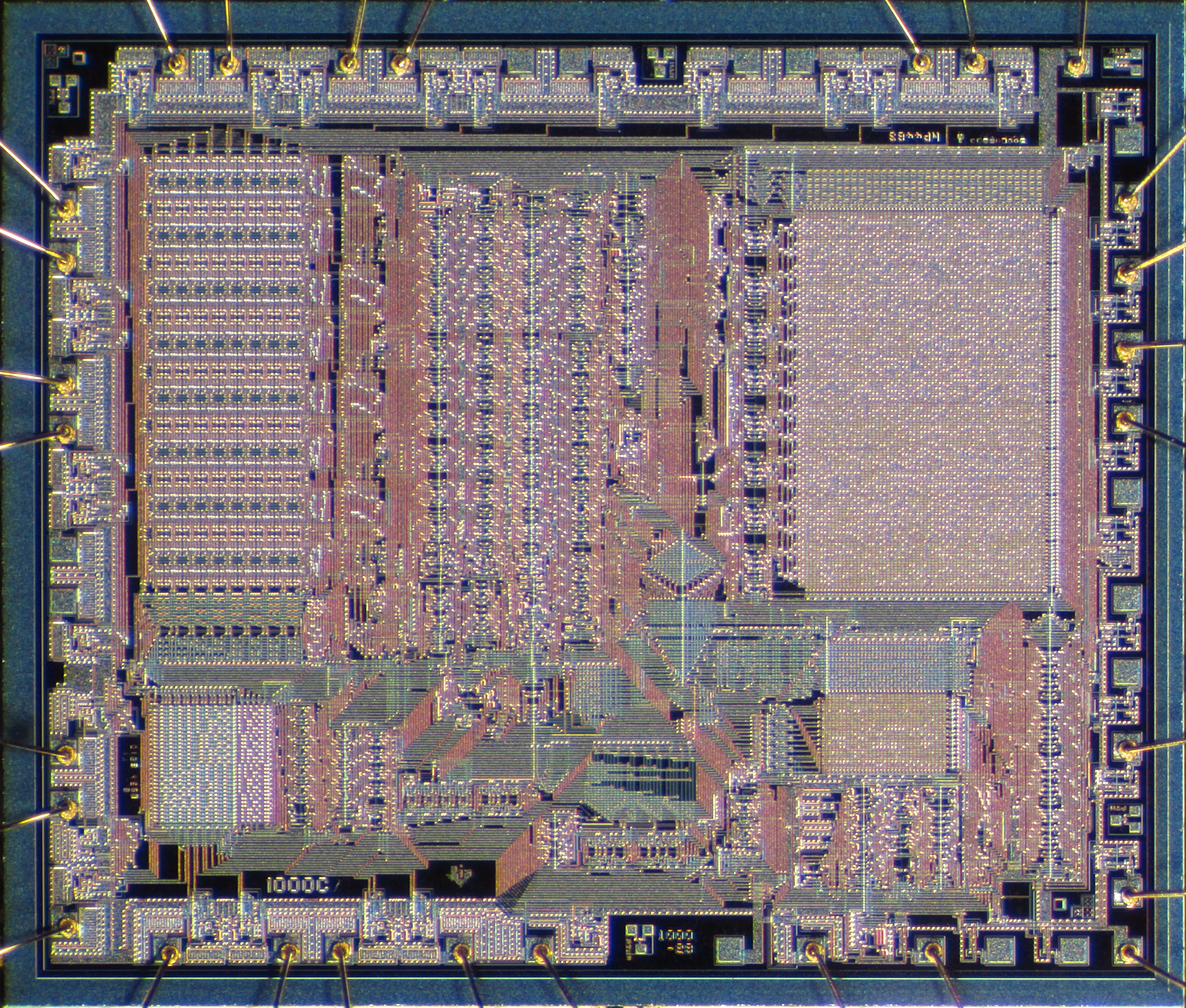
Wersja TMS1000C w technologii CMOS

Texas Instruments TMS 1000 – jeden z pierwszych mikroprocesorów i pierwszy jednoukładowy komputer.
Na pojedynczym układzie scalonym umieszczono procesor, pamięć RAM, pamięć ROM, układy wejścia/wyjścia oraz zegar taktujący.
Zaprojektowany i produkowany od 1971 w firmie Texas Instruments i zastosowany w kalkulatorze SR-16 z 1974 r, a wersja TMS1100 w konsoli do gier Microvision.

## Dane TMS1000
- 4-bitowa architektura harwardzka
- zegar: 300 kHz
- wszystkie rozkazy sprzętowe są wykonywane w 6 cyklach zegara
- przestrzeń adresowa 1024
- rozkazy sprzętowe: 11
- rozkazy mikroprogramowane: 32
- stos: 1x10 bitów
- brak przerwań
- technologia: PMOS 8 µm
- zasilanie: 15V
- rejestry:
  - akumulator: 4 bity
  - X i Y
    - X 2 bity (3 bity dla wersji z 128 słowami pamięci RAM)
    - Y 4 bity

  - adres rozkazu przechowywany w rejestrach:
    - licznik rozkazów – 6 bitów
    - rejestr strony – 4 bity
    - flaga rozdziału – 1 bit (tylko dla 2048 bajtowej pamięci stałej)

  - adres powrotu
    - adres powrotu z podprogramu – 6 bitów
    - adres strony powrotu z podprogramu – 4 bity

## Wersje
|                    | TMS1000 | TMS1100 | TMS1200 | TMS1070 | TMS1270 | TMS1300 |
| Liczba wyprowadzeń | 28      | 28      | 40      | 28      | 40      | 40      |
| ROM (bajtów)       | 1024    | 2048    | 1024    | 1024    | 2048    | 2048    |
| RAM (słów)         | 64      | 128     | 64      | 64      | 64      | 128     |
| Liczba rozkazów    | 43      | 54      | 43      | 43      | 43      | 54      |
| Liczba wyjść R     | 11      | 11      | 13      | 11      | 13      | 16      |
| Liczba wyjść O     | 8       | 8       | 8       | 8       | 10      | 8       |
| Liczba wejść       | 4       | 4       | 4       | 4       | 4       | 4       |